# Joanna Vanderham
Joanna Vanderham (Perth, 18 de outubro de 1991) é uma atriz escocesa.

## Biografia
Joanna Vanderham nasceu em Perth e cresceu em Scone, Scotland. Seu pai, Tom, um homem de negócios, e sua mãe, Jill, professora de pesquisa cardiovascular no Hospital Ninewells, em Dundee, se divorciaram quando ela era criança.
Vanderham frequentou a Robert Douglas Memorial School em Scone e, em seguida, a High School of Dundee em Dundee, na Escócia. Ela então passou a estudar artes cênicas no Royal Welsh College of Music and Drama em Cardiff.
Vanderham interpretou Cathy no seriado de seis episódios, The Runaway, que estreou em 31 de março de 2011, adaptado do romance de Martina Cole.
Ela interpretou o personagem principal na popular série de televisão da BBC The Paradise, escrita por Bill Gallagher, e vagamente baseada em Au Bonheur des Dames, um romance de Émile Zola. Uma segunda temporada foi ao ar na BBC em outubro de 2013.
Ela também apareceu no filme Pelos Olhos de Maisie com Alexander Skarsgård e Julianne Moore, e como Pamela no drama da BBC Pelos Olhos de Maisie, dirigido por Stephen Poliakoff .
Em 2015, ela apareceu como Katherine "Kitty" McVitie na série Banished e como Marian Maudsley no filme da BBC One, The Go-Between.
Ela recebeu uma comenda no Prêmio Ian Charleson 2016 por seu papel como a rainha Ana em Ricardo III no Teatro Almeida.

## Filmografia
| Ano  | Titulo                         | Papel             | Nota(s)                        |
| ---- | ------------------------------ | ----------------- | ------------------------------ |
| 2011 | The Runaway                    | Cathy             | Minissérie                     |
| 2011 | Young James Herriot            | Jenny Muirhead    | Minissérie                     |
| 2012 | What Maisie Knew               | Margo             | Filme                          |
| 2012 | Above Suspicion: Silent Scream | Amanda Delany     | Telessérie                     |
| 2012 | The Paradise                   | Denise Lovett     | Telessérie                     |
| 2013 | Blackwood                      | Jessica           | Filme                          |
| 2013 | Dancing on the Edge            | Pamela Luscombe   | Minissérie                     |
| 2013 | Marple: Endless Night          | Ellie             | Telessérie ; 1 episódio        |
| 2013 | The Paradise                   | Denise Lovett     | Telessérie                     |
| 2015 | Banished                       | Katherine McVitie | Telessérie                     |
| 2015 | The Go-Between                 | Marian Maudsley   | Telefilme                      |
| 2016 | One of Us                      | Claire Elliot     | Minissérie                     |
| 2016 | Queimafobia                    |                   | Curta-metragem                 |
| 2017 | Man in an Orange Shirt         | Flora Talbot      | Minissérie; 1 episódio         |
| 2017 | And Then I Was French          | Cara              | (concluído)                    |
| 2017 | The Boy with the Topknot       | Laura             | Telefilme (pós-produção)       |
| 2017 | Warrior                        |                   | Anunciado; atualmente filmando |

## Prêmios e indicações
| Ano  | Prêmio                    | Categoria    | Indicação   | Resultado |
| ---- | ------------------------- | ------------ | ----------- | --------- |
| 2012 | International Emmy Awards | Melhor Atriz | The Runaway | Indicado  |